# 海底のヴィーナス

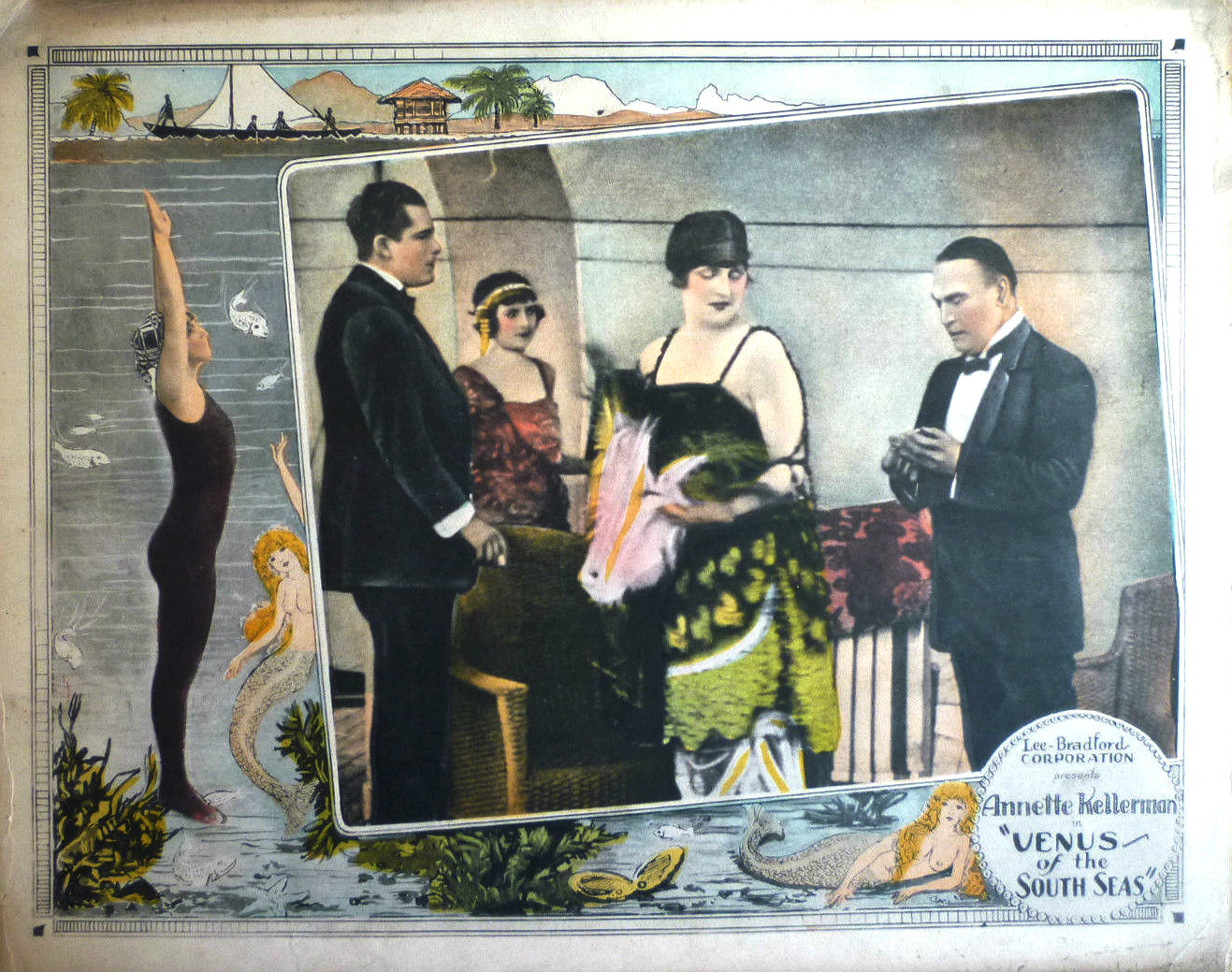
ロビーカード

『海底のヴィーナス』（かいていのヴィーナス、Venus of the South SeasまたはVenus of the Southern Seas）とは、1924年公開のアメリカ合衆国のドラマ映画。監督はジェームズ・R・サリヴァン、主演はアネット・ケラーマン。ケラーマンの母親でクラシック音楽の作曲家アリス・チャーボネット＝ケラーマンが脚本を書いている。
撮影はニュージーランドのネルソンにて行われた。水中撮影がふんだんに使われ、海底の生き物たちはプリズマ・カラー方式で色鮮やかに表現されている。2004年、アメリカ議会図書館により復元された。

## あらすじ
人魚の異名を持つ乙女ショーナは、南海の小島マネアで真珠採取で生計を立てる白人ロイヤルの娘として、豊かな自然の中でのびのびと暮らしている。
ある日、島の沖に豪華ヨットがやってくる。好奇心から泳いで船に乗り込んだショーナはそこで金持ちの息子ロバートと出会う。ロバートはひと目でショーナを好きになる。ヨットの出航の時間が迫り、ロバートはショーナに再会を約束して去ってゆく。
ロイヤルの友人のドレイク船長は、原住民を騙して真珠の密売を企み、手先の原住民にロイヤルを殺させた後、ショーナも狙う。ショーナは海に逃げたものの、ドレイクの船に拾われ、船室に監禁される。しかし、その船にはショーナとの再会を果たしたいロバートが船員として乗り込んでおり、二人は無事脱出し、ドレイクの野望は挫かれる。

## キャスト
- ショーナ・ロイヤル：アネット・ケラーマン
- ジョン・ロイヤル：ローランド・パデュー
- ドレイク船長：ノーマン・フレンチ
- ロバート・クオン：ロバート・ラムジー

### 関連書籍
New Zealand Film 1912-1996 by Helen Martin & Sam Edwards, p. 33 (1997, Oxford University Press, Auckland) ISBN 019 558336 1